# Périgny (Calvados)
Périgny ist eine französische Gemeinde mit 57 Einwohnern (Stand: 1. Januar 2022) im Département Calvados in der Region Normandie. Sie gehört zum Arrondissement Vire und zum Kanton Condé-en-Normandie. Die Einwohner werden als Péruviens bezeichnet.

## Geografie
Périgny liegt rund 38 Kilometer südwestlich von Caen. Umgeben wird die Gemeinde von Condé-en-Normandie in gesamter westlicher, nördlicher als auch östlicher Richtung sowie Terres de Druance im Süden und Südwesten.

## Bevölkerungsentwicklung
| Jahr                             | 1793 | 1836 | 1876 | 1926 | 1946 | 1968 | 1990 | 2016 |
| Einwohner                        | 220  | 226  | 157  | 82   | 100  | 77   | 53   | 58   |
| Quelle: Cassini, EHESS und INSEE |      |      |      |      |      |      |      |      |

## Sehenswürdigkeiten
- Kirche Saint-Julien aus dem 16. Jahrhundert
- Pseudodolmen Pierre de Becquerel